# 李賁 (清朝)
李賁（1612年3月6日—17世紀），字交彬，號文侯，河南開封府許州郾城縣人，清朝政治人物。

## 生平
李賁七歲時已如成人一樣侍奉生病親人，崇禎九年（1636年）中舉人，十四年（1641年）饑荒，他就賣產賑濟人民，存活甚眾，順治三年（1646年）成進士，先在戶部觀政，後獲授中書舍人往大同頒詔，八年（1651年）考選工部都水司主事，預修乾清宮，宮成後獲賜緞馬，不久負責龍江關、瓦屑關抽分，又奉使到蕪湖中河革除餘稅，再陞本部郎中整治河道，十四年（1658年）八月告假為家人遷葬，事成後生病，死後入祀鄉賢祠。

## 家族
曾祖李迪吉；祖父李化龍，廩生；父李充愚，封文林郎、御史。

## 引用
1. 1 2  乾隆《郾城縣志·卷十五·人物》：李賁，字交彬，號文侯，七歲侍親疾如成人，辛巳歲大饑，鬻產以賑，存活甚眾，丙戌登進士，授中書頒詔大同，陞工部主事預修乾清，宮成賜緞馬，分司龍江除溢額，又奉使蕪湖中河，盡革餘稅，陞本部郎中，濬河築漕運無壅，丁酉八月告假遷葬，事竣感疾生，祀鄉賢。
2. 1 2  《順治三年丙戌科進士三代履歷》：李賁，曾祖迪吉；祖化龍，廩生；父充愚，封文林郎，□□道□【御】史。文侯，易一房，壬子二月初四日生，郾城人，丙子五十三名，會試三百二十七名，二甲五十六名，戶部觀政，授中書，辛卯考選工部都水司主事，辛卯龍江、瓦屑二關抽分。